# Gare de Santa Ana
La  gare de Santa Ana (ou Santa Ana Regional Transportation Center) est une gare ferroviaire des États-Unis située à Santa Ana en Californie ; elle est desservie par Amtrak. C'est une gare avec personnel.

## Histoire
Elle est mise en service en 1986.

## Service des voyageurs

### Desserte
- Ligne d'Amtrak[1] :
  - Le Pacific Surfliner: San Diego - San Luis Obispo
- Metrolink
  - Inland Empire–Orange County Line
  - Orange County Line